# حسين الديهي
الشيخ حسين علي حسن الديهي هو نائب الامين العام لجمعية الوفاق الوطني الإسلامية المستقيلة عن البرنمان البحريني وولد الديهي 1967م، ويذكر أن الديهي متزوج واب لابنتين وابن واحد. الديهي تخرج من الثانوية العامة 1986م.
وهذه بعض أهم الأشياء عن الديهي: طالب علوم إسلامية، حيث التحق بالدراسة في الحوزة العلمية في قم منذ عام 1986م. أحد أعضاء أصحاب المبادرة في انتفاضة التسعينات المباركة. أحد الداعمين لثورة 14 فبراير واستشهد أبوه في هذه الثورة. عضو مؤسس وعضو اللجنة التحضرية في جمعية الوفاق الإسلامية. عضو مؤسس ورئيس اللجنة التحضيرية ونائب رئيس مجلس الجمعية الإسلامية للرعاية الاجتماعية «رعاية اليتيم».
عضو جمعية التوعية الإسلامية. شارك في العديد من المؤتمرات الإسلامية.